# Énna Mac Murchada
Énna Mac Murchada, ou Enna Mac Murchada, connu également comme Énna mac Donnchada, et Énna mac Donnchada mic Murchada, est un souverain des Uí Cheinnselaigh, du Leinster, et de Dublin. Énna est un membre de la lignée des Meic Murchada, une branche de la dynastie des Uí Cheinnselaigh qui s'impose au pouvoir dans le Leinster avec son arrière grand-père. Énna lui-même parvient au pouvoir à la mort de son cousin germain Diarmait mac Énnai Mac Murchada. Pendant la majeure partie de son règne, Énna reconnait la suzeraineté de  Toirdelbach Ua Conchobair le roi de Connacht, bien qu'il participe à une révolte sans suite contre ce dernier en 1124 et obtient son pardon. Quand Énna meurt en 1126, Toirdelbach met à profit la vacance du pouvoir pour renforcer avec succès sa position.

## Contexte
Énna est le fils de Donnchad mac Murchada, roi de Leinster (mort en 1115). Donnchad a plusieurs autres fils : un tué en 1115, et un autre nommé Diarmait (mort en 1171). Ils sont issus des Uí Cheinnselaigh. Dans la décennie
1040, leur famille s'empare du pouvoir dans le royaume régional du Leinster en la personne du roi Diarmait mac Mail na mBo, l'arrière grand-père paternel d'Énna. Diarmait mac Máel na mBó prend ensuite le contrôle du  royaume de Dublin, et devient un prétendant au titre d'Ard ri Erenn. Au cours du siècle suivant les rois de Leinster seront régulièrement issus de sa lignée. Énna et ses proches forment le segment des  Meic Murchada, une branche des
Uí Cheinnselaigh dont le nom a pour origine le fils et héritier de Diarmait mac Máel na mBó, Murchad mac Diarmata.
En 1117, le royaume des Uí Cheinnselaigh, du Leinster, et Dublin son contrôlés par le cousin germain de  Énna, Diarmait mac Énnai Mac Murchada. Après son décès cette même année, Énna lui succède comme roi des Uí Cheinnselaigh, et du Leinster. Contrairement aux autres récents souverains Uí Cheinnselaigh, Énna n'a pas à faire face à de sérieuses oppositions inter-dynastiques à son pouvoir.

## Le royaume de Dublin
En 1118, Toirdelbach Ua Conchobair, roi de Connacht s'empare du royaume de Dublin, après en avoir expulsé Domnall Gerrlámhach Ua Briain, qui s'en était saisi à la suite de la mort de Diarmait l'année précédente.
Après, un certain moment, Énna a apparemment obtenu lui-même la royauté, comme en témoigne le titre de rí Laigen & Gall que lui donnent les Annales d'Ulster dans l'entrée qui relève sa soumission à Toirdelbach en 1122. Plus que d'avoir cherché à contrôler directement Dublin lui-même, Toirdelbach semble avoir accordé à Énna d'y régner comme son subordonné. Bien que les deux personnages semblent avoir généralement entretenu des relations pacifiques, Enna a toutefois participé à une révolte en 1124, menée par Cormac Mac Cárthaigh (mort en 1138), avant que leurs relations cordiales soient finalement restaurées,
après que Toirdelbach se soit rendu à Dublin comme le relèvent les  Annales de Tigernach pour remettre la royauté à Énna
.La souverainté d' Énna à Dublin est par ailleurs confirmée par le don d'état du "Realgeallyn" qu'il fait à la Cathédrale Christ Church de Dublin, le principal centre ecclésiastique de la cité.
La mort prématurée d'Enna en 1126 est relevée par de nombreuses sources comme les Annales d'Inisfallen, les Annales de Tigernach, les Annales des quatre maîtres, et les Annales d'Ulster. Le Livre de Leinster par ailleurs révèle qu'il meurt à Wexford. Le lieu de son décès suggère que les Meic Murchada patronnaient également cette enclave Gall Gàidheal, et il apparaît ainsi que la cité de Dublin était le principal lieu de concentration de la puissance du Leinster.
Toirdelbach met à profit la vacance du pouvoir causée par la mort d'Énna et l'année suivante il installe son propre fils, Conchobar (mort en 1144), comme roi de Dublin. Toirdelbach envahit également le cœur des domaines des Uí Cheinnselaigh, et dépose un Meic Murchada anonyme, avant d'installer Conchobar comme roi.Le Meic Murchada susnommé était peut être Máel Sechlainn mac Diarmata (mort en 1133), le fils d'un cousin germain d'Énna. Une autre possibilité est que le Meic Murchada anonyme soit le jeune frère d'Énna, Diarmait, un rival apparent de Máel Sechlainn.